# NGC 7413
NGC 7413 (również PGC 69997) – galaktyka eliptyczna (E-S0), znajdująca się w gwiazdozbiorze Pegaza. Odkrył ją Lewis A. Swift 2 września 1886 roku.